# Wildwasserschwierigkeitsskala
Die Wildwasserschwierigkeitsskala dient zur Bewertung der Schwierigkeit eines Wildwassers für Kanuten und Rafter. Künstliche Einbauten in Flüssen (Wehre, Fischtreppen) sind keine Wildwasser und werden nicht bewertet. Dennoch können künstliche Einbauten lebensgefährlich sein.
Man unterscheidet bei der International Canoe Federation (ICF) sechs, mit römischen Zahlen nummerierte Schwierigkeitsgrade: Von WW I »unschwierig« bis WW VI »Grenze der Befahrbarkeit«.
| Grad      | I                                                          | II | III                                                                       | IV                                                                | V                                                                         | VI                                                                                               |
| --------- | ---------------------------------------------------------- | --- | ------------------------------------------------------------------------- | ----------------------------------------------------------------- | ------------------------------------------------------------------------- | ------------------------------------------------------------------------------------------------ |
| im Wort   | unschwierig (auch: nicht schwierig)                        | mäßig schwierig                                                                                        | schwierig                                                                 | sehr schwierig                                                    | äußerst schwierig                                                         | Grenze der Befahrbarkeit                                                                         |
| Sicht     | frei                                                       | freie Durchfahrten                                                                                     | übersichtliche Durchfahrten                                               | Durchfahrten nicht ohne weiteres erkennbar, Erkundung meist nötig | Erkundung unerlässlich                                                    | im Allgemeinen unmöglich befahrbar, bei bestimmten Wasserständen eventuell fahrbar, hohes Risiko |
| Wasser    | regelmäßiger Stromzug, regelmäßige Wellen, kleine Schwälle | unregelmäßiger Stromzug, unregelmäßige Wellen, mittlere Schwälle, schwache Walzen, Wirbel, Presswasser | hohe, unregelmäßige Wellen, größere Schwälle, Walzen, Wirbel, Presswasser | hohe andauernde Schwälle, kräftige Walzen, Wirbel, Presswasser    | extreme Schwälle, extreme Walzen, Wirbel, Presswasser                     | im Allgemeinen unmöglich befahrbar, bei bestimmten Wasserständen eventuell fahrbar, hohes Risiko |
| Flussbett | einfache Hindernisse                                       | einfache Hindernisse im Stromzug, kleinere Stufen                                                      | einzelne Blöcke, Stufen, andere Hindernisse im Stromzug                   | Blöcke versetzt im Stromzug, höhere Stufen mit Rücksog            | enge Verblockungen, hohe Gefällstufen mit schwierigen Ein- und Ausfahrten | im Allgemeinen unmöglich befahrbar, bei bestimmten Wasserständen eventuell fahrbar, hohes Risiko |

Mitunter werden die römischen Zahlen auch durch die arabischen Ziffern 1–6 ersetzt.
Bewertungen von Gewässern nach der Wildwasserschwierigkeitsskala unterliegen permanenter Veränderung. Da Fortschritte in der Fahrtechnik und Weiterentwicklungen der Ausrüstung das Befahren von zunehmend schwierigeren Gewässern ermöglichen, verschiebt sich die Bewertung regelmäßig. Abweichend von ähnlichen Schwierigkeitsskalen (z. B. im Klettersport), die Erweiterungen nach oben vorsehen, sind Bewertungen nach der Wildwasserschwierigkeitsskala stets vom Zeitpunkt der Bewertung abhängig.
Stehendes oder sanft fließendes Wasser wird als Zahmwasser bezeichnet. Der Übergang zu WW-I ist fließend.

## Praktische Befahrbarkeit und Gefahren
Mit steigender Wasserführung – der Durchflussrate in Kubikmeter/Sekunde – eines Fließgewässers steigt im Wesentlichen seine Strömungsgeschwindigkeit und prägen sich Wellen und andere Strömungserscheinungen im Allgemeinen stärker aus, wodurch der Schwierigkeitsgrad zunimmt. Wenn mit steigendem Wasser jedoch auch gleichmäßiger abfallende Uferbereiche oder Umwege eine fahrbare Wassertiefe erreichen oder Schwälle eher eingeebnet werden oder Abfälle überschwemmt werden, kann mit steigender Wasserführung ein Gewässer eventuell auch leichter befahrbar werden, sofern die Erleichterung bietenden Passagen auch einfach erreichbar sind. Referenz für die momentane Wasserführung bietet die Messung eines naheliegenden Pegels – als Wasserstand in Zentimeter.
Besondere Gefahr entsteht durch größeres Treibgut wie Stückholz, Baumstämme oder ganze Bäume – typisch bei Hochwasser, oder Eisschollen oder einen Eisstoß im Winter. Gefährliche Hindernisse können als Baumäste, Seile und Brücken mit zu geringer Durchfahrtshöhe über Wasser liegen oder kaum rechtzeitig erkennbar unter Wasser, wie Reste abgemorschter Piloten, Dinge, in denen sich Boot und Mann verfangen kann, wie die im Grund verhaftete Drahtschlinge eines Zauns oder ein in den Fluss hineingeworfener Einkaufswagen. Besondere natürliche Gefahren sind der unterströmte Fels, die wasserdurchströmte Verklausung einer Engstelle mit Steinblöcken und eine durch eine Lücke nach unten verlaufende Strömung durch eine ring- oder kanalförmige Engstelle, den Siphon – alle mit dem Potential unter Wasser gedrückt, gehalten und verklemmt zu werden. Menschgemacht sind Wehr, Einlaufrechen zu einem Kraftwerk, Kanalisierung durch ein Rohr; in Wasserstraßen auch Bojen und Schiffsschleusen.
Relevant für die Praxis der Befahrbarkeit ist auch das Vorhandensein einer guten Aussteigestelle – kurz Ausstieg – aus dem Wasser mit der Möglichkeit, dass Mensch und auch das Boot von dort gut einen Weg für das Weiterkommen erreichen können. Einer schwierigen Gewässerstelle kann mitunter durch Übertragen ausgewichen werden.

## Boote – Bauweise, Beschädigung, Sicherheitseinrichtungen
Für ein Faltboot aus Holzleisten mit darüber gespannter Gummi-Textilhaut war schon der wuchtige Aufprall auf eine Felslücke bruchgefährlich, schon eine Felszacke, ein Nagel oder ein Drahtende konnte die Haut aufreißen und musste geklebt werden.
Schlauchboote basierten zu Beginn auf Baumwolle und Naturgummi. Fasern, Elastomer und Ausformung wurden weiterentwickelt, sodass auch kostengünstige Schlauchboote mehr Scheuern und Punktbelastung aushalten.
Danach aufkommende schwerere Kajaks aus GFK (Glasfaser mit Polyester und/oder Epoxidharz) sind bei Grundkontakt sehr scheuerbeständig, brachen jedoch bei Knicklast in der Mitte an der Einstiegsluke.
Durch Wirbelsintern im Hohlraum aus Granulat des Thermoplasts Polyethylen (PE) erzeugte Plastikboote knicken teilelastisch sehr weit, ohne zu brechen, und können sich am Knick in Sonnenwärme wieder mehr oder weniger erholen, fast wieder die ursprüngliche Form annehmen.
Boote aus moderneren Faserverbundkunststoffen mit Kevlar- oder Carbonfasern sind besonders leicht (für Ausstieg und Übertragen) oder besonders bruchfest gebaut.
Für Rodeo/Akrobatik werden seit Topolino kürzere Kajaks gebaut.
Kajaks werden sicherheitshalber mit größeren Luken (Big Hole) als ehemals (Keyhole) gebaut, die im Notfall leichteres Aussteigen erlauben; und mit sehr zugfest eingelassenen Tragegriffen. Eine Stütze aus einem Schaumstoffblock zwischen Kiel und Deck auf Höhe der Knie des Paddlers kann das Einklemmen verhindern, wenn das Boot in der Mitte knickt.